# Eupelmus afer
Eupelmus afer är en stekelart som beskrevs av Filippo Silvestri 1914. Eupelmus afer ingår i släktet Eupelmus och familjen hoppglanssteklar.
Artens utbredningsområde är:
- Eritrea.
- Italien.

Inga underarter finns listade i Catalogue of Life.